# Вејн (Оклахома)
Вејн (енгл. Wayne) град је у америчкој савезној држави Оклахома.

## Демографија
По попису из 2010. године број становника је 688, што је 26 (-3,6%) становника мање него 2000. године.
| Група             | 2000.       | 2010.       |
| Белци             | 576 (80,7%) | 533 (77,5%) |
| Афроамериканци    | 0 (0,0%)    | 0 (0,0%)    |
| Азијати           | 0 (0,0%)    | 14 (2,0%)   |
| Хиспаноамериканци | 62 (8,7%)   | 34 (4,9%)   |
| Укупно            | 714         | 688         |